# 梅利尼奇內 (利維夫州)
49°7′14″N 23°1′39″E / 49.12056°N 23.02750°E
梅利尼奇內（烏克蘭語：Мельничне），是烏克蘭西部的村落，隸屬利沃夫州桑比爾區圖爾卡市鎮，始建於1655年，面積1.3平方公里，海拔高度636米，2001年人口739，人口密度每平方公里568.46人。